# Rhyothemis triangularis
Rhyothemis triangularis – gatunek ważki z rodziny ważkowatych (Libellulidae).